# Hovachalcis gibberosa
Hovachalcis gibberosa är en stekelart som beskrevs av Wallace A. Steffan 1949. Hovachalcis gibberosa ingår i släktet Hovachalcis och familjen bredlårsteklar.
Artens utbredningsområde är Madagaskar. Inga underarter finns listade i Catalogue of Life.